# Cours (Roine)
Cours és un municipi nou francès, situat al departament del Roine i a la regió d'Alvèrnia-Roine-Alps. L'any 2012 tenia 4.624 habitants.
L'1 de gener de 2016, es crea aquest municipi nou per la fusió de tres antics municipis, Cours-la-Ville, Pont-Trambouze i Thel, que es converteixen en municipis delegats. La seua capital és Cours-la-Ville.